# Stade Hamuta
Place To'ata – wielofunkcyjny stadion w Papeete, na Tahiti, Stolicy Polinezji Francuskiej. Mieści 10 000 osób. Używany jest głównie do meczów rugby union oraz piłki nożnej.